# Donald Nicol
Donald MacGillivray Nicol, FBA, MRIA (4 de febrero de 1923 – 25 de septiembre de 2003) fue un bizantinista inglés.

## Biografía
Nicol nació en Portsmouth, Hampshire, hijo de un ministro de la Iglesia de Escocia, y recibió una educación clásica en la King Edward VII School en Sheffield y en la St Paul's School en Londres. Se registró como objetor de conciencia en 1941 y sirvió entre 1942 y 1946 en la Friends' Ambulance Unit, con la que visitó por primera vez Grecia en tiempos de guerra en 1944-1945, visitando los monasterios de Ioánina y Meteora.
Después de obtener su primer título en Clásicos en la Universidad de Cambridge, regresó a Grecia entre 1949 y 1950 como miembro de la Escuela Británica de Atenas. Durante este tiempo, también visitó el Monte Athos, pasó la Pascua de 1949 en el Monasterio de Hilandar y volvió a visitar Meteora. En 1950, Nicol se casó con Joan Mary Campbell, con quien tuvo tres hijos. Completó su tesis doctoral para el Pembroke College, Cambridge, en 1952. La tesis, sobre el Despotado de Epiro, dio lugar a su primer libro, The Despotate of Epiros. Su director de tesis fue Steven Runciman, con quien Nicol formó una amistad de por vida, alimentada en el Athenaeum Club.
Al finalizar su doctorado, el primer puesto académico de Nicol fue como profesor de clásicos en el University College Dublin de 1952 a 1964. Pasó de 1964 a 1966 como miembro visitante en Dumbarton Oaks, y luego fue profesor titular y lector de historia bizantina en la Universidad de Edimburgo (1966-1970). En 1970 fue nombrado para la cátedra histórica de Koraes Professor of Modern Greek and Byzantine History, Language and Literature en el King's College de Londres, cargo que ocupó hasta 1988. En 1977-1980 fue subdirector del King's College, y vicedirector en 1980-1981. De 1973 a 1983, fue editor de la revista Byzantine and Modern Greek Studies y se desempeñó como presidente de la Ecclesiastical History Society en 1975–1976. En 1989-1992, fue director de la Biblioteca Gennadius (Γεννάδειος Βιβλιοθήκη) en Atenas.
Nicol se convirtió en miembro de la Real Academia de Irlanda en 1960, presidente de la Ecclesiastical History Society (1975-76) y miembro de la Academia Británica en 1981. Por sus contribuciones a la historia del Epiro medieval, la ciudad de Arta lo nombró ciudadano honorario en 1990, y la Universidad de Ioánina le otorgó un doctorado honorario en 1997. Murió en Cambridge en 2003.

## Obras
- Nicol, Donald M. (1957). The Despotate of Epiros (1. edición). Oxford: Blackwell.
  - Nicol, Donald M. (1984) [1957]. The Despotate of Epiros 1267-1479: A Contribution to the History of Greece in the Middle Ages (2. edición). Cambridge: Cambridge University Press.
- Nicol, Donald M. (1968). The Byzantine Family of Kantakouzenos (Cantacuzenus) ca. 1100-1460: A Genealogical and Prosopographical Study. Washington: Dumbarton Oaks Center for Byzantine Studies.
- Nicol, Donald M. (1972). Byzantium: Its Ecclesiastical History and Relations with the Western World: Collected Studies. London: Variorum.
- Nicol, Donald M. (1975). Meteora: The Rock Monasteries of Thessaly. London: Variorum.
- Nicol, Donald M. (1972). The Last Centuries of Byzantium, 1261-1453 (1. edición). London: Rupert Hart-Davis.
  - Nicol, Donald M. (1993) [1972]. The Last Centuries of Byzantium, 1261-1453 (2. edición). Cambridge: Cambridge University Press.
- Nicol, Donald M. (1979). The End of the Byzantine Empire. New York: Holmes & Meier Publishers.
- Nicol, Donald M. (1979). Church and Society in the Last Centuries of Byzantium. Cambridge: Cambridge University Press.
- Nicol, Donald M. (1988). Byzantium and Venice: A Study in Diplomatic and Cultural Relations (1. edición). Cambridge: Cambridge University Press.
  - Nicol, Donald M. (1992) [1988]. Byzantium and Venice: A Study in Diplomatic and Cultural Relations (2. edición). Cambridge: Cambridge University Press.
- Nicol, Donald M. (1990). Joannes Gennadios, the Man: A Biographical Sketch. Athens: American School of Classical Studies.
- Nicol, Donald M. (1991). A Biographical Dictionary of the Byzantine Empire. London: Seaby.
- Nicol, Donald M. (1992). The Immortal Emperor: The Life and Legend of Constantine Palaiologos, Last Emperor of the Romans (1. edición). Cambridge: Cambridge University Press.
  - Nicol, Donald M. (2002) [1992]. The Immortal Emperor: The Life and Legend of Constantine Palaiologos, Last Emperor of the Romans (2. edición). Cambridge: Cambridge University Press.
- Nicol, Donald M. (1994). The Byzantine Lady: Ten Portraits, 1250-1500 (1. edición). Cambridge: Cambridge University Press.
  - Nicol, Donald M. (1996) [1994]. The Byzantine Lady: Ten Portraits, 1250-1500 (2. edición). Cambridge-New York: Cambridge University Press.
- Nicol, Donald M. (1996). The Reluctant Emperor: A Biography of John Cantacuzene, Byzantine Emperor and Monk, c. 1295-1383 (1. edición). Cambridge: Cambridge University Press.
  - Nicol, Donald M. (2002) [1996]. The Reluctant Emperor: A Biography of John Cantacuzene, Byzantine Emperor and Monk, c. 1295-1383 (2. edición). Cambridge: Cambridge University Press.
- Nicol, Donald M., ed. (1997). Theodore Spandounes: On the Origins of the Ottoman Emperors. Cambridge: Cambridge University Press.